# Never Too Far/Hero Medley
Singles de Mariah Carey
Reflections (Care Enough)
(2001) Through the Rain
(2002)
Never Too Far/Hero Medley est un pot-pourri interprété par l'artiste américaine Mariah Carey, sorti en single caritatif le 11 décembre 2001 et paru sur la compilation Greatest Hits (2001). Le pot-pourri combine le premier couplet de Never Too Far, écrite et produite par Carey et Jimmy Jam & Terry Lewis, avec le premier couplet et le pont de Hero, écrite et produite par Carey et Walter Afanasieff. Alors que ce dernier ne reçoit pas les crédits de production, le bassiste Randy Jackson en est le producteur avec Carey. La chanson doit exprimer un message d'unité et d'amour à la suite des attentats du 11 septembre 2001.
Même si Carey n'a pas pu promouvoir Glitter à cause de son hospitalisation, elle embarque sur une courte tournée pour le single et assiste à plusieurs évènements caritatifs. Carey interprète le pot-pourri en direct aux Radio Music Awards de 2001, à Top of the Pops au concert United We Stand: What More Can I Give et son propre concert At Home For The Holidays With Mariah Carey. Après la sortie du single, la chanson atteint le 81e position du Billboard Hot 100 malgré toutes les apparitions de Carey. Même si elle reçoit une promotion dans toute l'Europe, la chanson n'est jamais parue en single en dehors des États-Unis, et manque de se classer dans un autre hit-parade.

## Genèse et enregistrement
Après l'échec commercial de Glitter (2001), son premier album sous Virgin Records, Carey souffre d'une dépression nerveuse et doit être hospitalisée. Durant cette période, son ancien label, Columbia Records, prévoit de sortir une compilation intitulée Greatest Hits (2001). Alors qu'ils ont un album de plus à faire selon l'ancien contrat de Carey, ils commencent à rassembler des chansons pour cet album. Bien qu'elle soit encore avec Virgin, Carey compose une chanson caritative dans laquelle elle reverserait tout l'argent pour la reconstruction de l'Amérique après les attaques terroristes. Par conséquent, elle ré-enregistre Hero et en fait un pot-pourri avec l'un des singles de Glitter, Never Too Far. La chanson présente une introduction différente et commence par le premier couplet et le refrain de Never Too Far puis se mélange avec le pont de Hero. Plusieurs auteurs participent au pot-pourri comme ceux qui ont écrit Never Too Far (Jimmy Jam & Terry Lewis) et Hero (Walter Afanasieff). À part Jimmy Jam & Terry Lewis, Randy Jackson assiste à la production. Lors d'une interview pour MTV, Carey décrit la chanson et sa conception :
« J'ai commencé à faire plusieurs évènements caritatifs où j'ai fait la combinaison de Never Too Far et Hero. Nous en avons fait un medley et nous avons gardé la même tonalité puis l'avons fait marcher. Les gens ont très bien répondu à cela. C'était intéressant pour moi, depuis les évènements du 11 septembre, la façon dont les gens ont diffusé Hero et m'ont vraiment parlé de Never Too Far car cette chanson parle d'une perte. Je pense que cela pouvait être une belle chose de le faire, de mettre les deux pour Noël. Il y a aussi une nouvelle chanson en face B, qui s'appelle There for Me et qui a le même sentiment. L'argent gagné pour Never Too Far, Hero et There for Me ira aux caisses de la fondation Heroes, aux familles des officiers de police et aux familles des employés. »

### There for Me
La face B du single, intitulée There for Me, est une piste initialement prévue pour Rainbow (1999) qu'elle écrit avec David Foster et Diane Warren. Après que Carey arrête de travailler avec Walter Afanasieff, elle commence à travailler avec Foster tout au long de Rainbow. Durant plusieurs entretiens, Foster présente Warren à Carey, une auteur avec qui il a travaillé plusieurs fois dans le passé. Tout au long de l'écriture et de la production de la chanson, le duo ne s'entend pas tellement bien car Carey reproche à Warren de répéter des phrases trop souvent et Warren n'est pas d'accord avec les choix de Carey. Après avoir terminé la chanson, Carey en écrit une autre avec Warren pour Rainbow : Can't Take That Away (Mariah's Theme).

## Structure musicale
Never Too Far/Hero Medley est une ballade de tempo modéré qui s'influence de la pop et du R&B. La chanson a été écrite par Carey, Walter Afanasieff, Jimmy Jam & Terry Lewis et Randy Jackson, et est l'unique single de la compilation Greatest Hits. Son instrumentation se compose de piano, d'une guitare et d'un orgue. Selon la partition musicale publiée par Alfred Music Publishing, la chanson a une mesure en 4/4 et un tempo lent de 62 pulsations par minute. Elle est composée dans la tonalité de Do majeur et la voix de Carey s'étend entre les notes Si3 à La5. Le refrain a une séquence de Sol2, Sol, Sol/Fa, Mi mineur7, Sol/Ré, Do, Sol/Si et La mineur7. Dans une interview pour Fred Bronson, Carey explique ses sentiments sur la chanson avant qu'elle ne devienne un single :
« Une personne pourrait dire que Hero est un déchet à l'eau de rose mais une autre personne pourrait m'envoyer une lettre et me dire : « Je crois que j'ai sacrifié chaque jour de ma vie pendant dix ans jusqu'à ce que j'entende cette chanson et que je réalise qu'après tout, je peux être mon propre héros ». Et ça, c'est une sensation inexplicable, comme si j'avais fait quelque chose avec ma vie, vous savez ?... C'est quelque chose pour quelqu'un. »
Alors que Hero décrit le pouvoir caché dans chaque personne, Never Too Far encourage ceux qui ont été incertains sur leur existence, à gagner de la persévérance, que quelqu'un peut voir que rien n'est « jamais loin ». Toutes les deux combinées, elles donnent un message de soutien pour ceux qui cherchent le sens de leur vie, ou qui doutent de leur valeur et de leur capacité. Lors d'un concert des The Adventures of Mimi Tour, elle décrit le sens de Hero à ses fans :
« J'ai écrit une chanson avant One Sweet Day et ce n'est pas ma chanson favorite dans le monde, mais je l'ai écrite. Quelqu'un m'a demandé d'écrire une chanson et ils m'ont raconté l'histoire, et vous savez que c'est une sorte de concept ou quelque chose dans le genre. Et je l'ai faite, et je pense que vous savez que ce que je dis est nécessaire mais après avoir fait la chanson encore et encore et avoir vu des gens qui m'ont remercié d'avoir écrit Hero car cela a sauvé ma vie, la vie de mon père, la vie de mes frères et sœurs, ou quelque chose du genre, j'ai dit que je chanterais toujours cette chanson quand je serai en tournée parce que si je ne le fais pas, vous ne saurez jamais ce que j'exclus et vous saurez que, dans ma vie, je me suis imprégné cette chanson et je l'ai intégré à ma propre vie et chanté à moi-même. Cela vient de l'album Music Box, et c'est surnommé Hero, et c'est pour vous. »

## Accueil
Elysa Gardner de USA Today trouve que Never Too Far/Hero Medley est un « medley rafraîchissant » et ajoute qu'elle pourrait facilement être acceptée parmi les autres ballades sincères et populaires de Carey. Le pot-pourri reçoit une sortie commerciale uniquement aux États-Unis. Bien que Hero (single de Music Box) a été numéro un aux États-Unis, Never Too Far (single de Glitter) n'entre pas dans le hit-parade. Never Too Far/Hero Medley marche un peu mieux et atteint la 81e place mais elle n'atteint le succès auquel elle était habituée avant Glitter. Le single caritatif doit aider les victimes des attentats du 11 septembre 2001 : tout l'argent récolté par les ventes revient à l'association Heroes Fund, une aide de charité pour les victimes des attentats et leurs familles, les officiers de police et les employés.

## Interprétations scéniques
Même si elle n'a pas fait de promotion pour Glitter au moment de sa sortie, à cause de sa dépression et de son hospitalisation, Carey fait une petite campagne publicitaire pour la chanson et des évènements caritatifs pour les attentats du 11 septembre 2001. Aux Radio Music Awards de 2001, Carey fait sa seconde apparition publique après sa dépression, la première étant une interprétation de Hero à America: A Tribute to Heroes le 21 septembre 2001. Elle arrive sur scène dans une robe de soirée noire et interprète le pot-pourri avant de recevoir une ovation du public. Le 21 octobre 2001, un concert intitulé United We Stand: What More Can I Give se tient au Robert F. Kennedy Memorial Stadium et est accompagné du single What More Can I Give dans lequel elle participe. Carey porte une robe noire avec une encolure plongeante et interprète Never Too Far/Hero Medley avant What More Can I Give.
Le 16 novembre 2001, elle enregistre l'émission A Home For The Holidays With Mariah Carey qui est diffusée le 21 décembre. Y participent les Destiny's Child, Josh Groban, Enrique Iglesias et Mandy Moore. Mariah Carey ouvre en interprétant Never Too Far/Hero Medley en portant une robe de soirée moulante rouge. Elle reprend également I'll Be There et Reflections (Care Enough), un single de Glitter. Carey voyage en Europe pour promouvoir la chanson et l'interprète avec Westlife dans Top of the Pops,.

## Versions
CD single américain
1. Never Too Far/Hero Medley
2. There for Me

CD Maxi-single européen
1. Never Too Far/Hero - Extended Mix
2. Never Too Far/Hero - Radio Mix
3. Never Too Far/Hero - Radio Mix With Intro
4. Never Too Far/Hero - Al B. Rich Inspiration Mix - Radio Edit
5. Never Too Far/Hero - Al B. Rich Inspiration Mix - X-Tended Mix
6. Never Too Far/Hero - Mike Rizzo Extended Club Recall Mix
7. Never Too Far/Hero - Mike Rizzo Radio Recall Mix

## Crédits
Crédits issus de l'album Greatest Hits.
- Mariah Carey – production, écriture, chant
- Walter Afanasieff – écriture
- James Harris – écriture, production
- Terry Lewis – écriture, production
- Randy Jackson – production

## Classements
| Pays                                       | Position |
| ------------------------------------------ | -------- |
| États-Unis Billboard Hot 100               | 81       |
| États-Unis Billboard Hot R&B/Hip-Hop Songs | 66       |

## Compléments